# Intel 4040
Intel 4040 je mikroprocesor koji je nasledio Intel 4004. Proizveden je u Intelu 1974. Korišćen je najviše u opremi za testiranje, razvoj, kontrolu i za igre.
U poređenju sa 4004 nalazio se u većem kućištu, od 24 pina. Imao je 14 instrukcija više, veći stek, 8 KB programske memorije, 8 registara više i mogućnosti opsluživanja prekida (eng. interrupt). 4040 je poznat i pod nazivom MCS-40.

## Arhitektura
Najvažnije karakteristike su:
- Prekidi
- 60 instrukcija
- 8  programske memorije
- 24 registra
- stek za podprograme podržava do 7 nivoa

## Dizajneri
Mikroprocesor su dizajnirali Ted Hoff, Federico Faggin, Stan Mazor, Masatoshi Shima.

## Prateća familija mikročipova
- 4201 - Generator takta - 500 do 740 kHz (koristi kristale, 4 do 5.185 MHz)
- 4308 - 1 KB ROM memorija
- 4207 - Izlazni port
- 4209 - Ulazni port
- 4211 - bit I/O port
- 4289 - Standard Memory Interface (zamena za 4008/4009)
- 4702 - 256B
- 4316 - 2
- 4101 - 256 4-bit reči RAM memorija